# No You Cmon
No You Cmon è un album del 2004 di Lambchop. L'album fu pubblicato e pubblicato come album solista. L'etichetta discografica di Lambchop, Merge Records, riportava che il gruppo vedeva queste due versioni come entità separate, pur non essendo di uno stile diverso, fungendo come una sorta di chiamata concettuale e di risposta l'una all'altra.
La copertina è un dipinto di Wayne White, un amico d'infanzia di Kurt Wagner e Aw Cmon della band.

## Tracce
1. Sunrise – 4:10
2. Low Ambition – 4:40
3. There's Still Time – 4:18
4. Nothing Adventurous Please – 3:52
5. The Problem – 2:27
6. Shang a Dang Dang – 3:21
7. About My Lighter – 4:51
8. Under a Dream of a Lie – 3:44
9. Jan. 24 – 3:13
10. The Gusher – 3:50
11. Listen – 5:41
12. The Producer – 3:13